# Escut i bandera del Pilar de la Foradada
L'escut i la bandera del Pilar de la Foradada són els símbols representatius del Pilar de la Foradada, municipi del País Valencià, a la comarca del Baix Segura.

## Escut heràldic
L'escut oficial del Pilar de la Foradada té el següent blasonament:
| « | Escut quadrilong de punta redona, truncat. Al primer quarter, de gules, una torre d'or oberta, maçonada de sable, sobre ones d'argent i atzur. Al segon quarter, de sinople, un pilar d'argent carregat amb una creu de Santiago de gules. Per timbre, una corona reial oberta. | » |

## Bandera
La bandera oficial del Pilar de la Foradada té la següent descripció:
| « | Bandera quadrilonga de proporcions 2:3. Partida per meitat vertical. A l'asta, de roig, la torre groga oberta, maçonada de negre. En el batent, de verd, el pilar blanc carregat amb la creu de Santiago de roig. | » |

## Història
L'escut s'aprovà per Resolució de 28 d'agost de 2006, del conseller de Justícia i Administracions Públiques, publicada en el DOGV núm. 5.346, de 14 de setembre de 2006.
La bandera s'aprovà per Resolució de 14 de gener de 2014, del conseller de Presidència i Agricultura, Pesca, Alimentació i Aigua, publicada en el DOCV núm. 7.204, de 31 de gener de 2014.
L'edifici de la primera partició al·ludeix a la torre de la Foradada, fortificació bastida arran de mar al segle xvi per defensar-se dels atacs dels pirates barbarescs. A sota, el pilar amb la creu de l'orde de Santiago és l'emblema de la Mare de Déu del Pilar, patrona de la localitat i senyal parlant relatiu al topònim del municipi.